# Wilhelm Klein
Wilhelm Klein (20. listopadu 1850, Caransebeș, Banát – 2. února 1924, Hejnice, Československo) byl rakouský klasický archeolog, klasický filolog a univerzitní pedagog.

## Život
V letech 1871 až 1875 vystudoval právo a židovskou teologii na vídeňské univerzitě, následně na univerzitách v Göttingenu a ve Štýrském Hradci vystudoval mezi roky 1871 a 1875 archeologii a filologii. Roku 1875 získal doktorát. Během následujících pěti let podnikl studijní cesty po jižní a západní Evropě, během nichž navštívil Řecko, Itálii, Německo a Anglii. Roku 1879 se stal odborným asistentem na vídeňské univerzitě a roku 1886 se stal docentem.
V říjnu roku 1886 přesídlil do Prahy, v pobytové přihlášce pražského policejního ředitelství opakovaně uvedl jako rodiště Prahu.  V letech 1886–1891 působil jako docent a v letech 1892-1923  byl profesorem klasické archeologie na pražské Německé univerzitě (dnes Univerzita Karlova). Pokračoval v zakladatelském díle profesora Benndorfa, rozmnožil školní sbírku sádrových odlitků, například o sochy hrdinů z tympanonu řeckého chrámu Athény Afaie na Aigině.
Roku 1891 byl přijat mezi členy Společnosti pro povznesení německé vědy, umění a literatury v Čechách. Od  této společnosti získal stipendium, díky kterému uskutečnil roku 1902 výpravu do Malé Asie, kde studoval řecké umění starověku, zejména keramiku a sochařství klasického období.

## Publikace (výběr)
- Euphronius (1886)
- Die Griechischen Vasen mit Meisterinschriften, 2. vydání (Vídeň 1887)
- Praxiteles (1897)